# 孟化鯉
孟化鯉（1545年—1597年），字叔龍，號雲浦，河南河南府新安縣人，民籍，明朝政治人物。

## 生平
萬曆元年（1573年）河南鄉試第九名，萬曆二年（1574年）甲戌科會試中副榜，萬曆八年（1580年）庚辰科會試第二百九十八名，登二甲第二十七名進士。师从尤时熙。工部觀政，九年初授南京户部主事，丁父忧归。十二年起补户部主事，榷税河西务，曾与诸生讲学。十四年奉命前往赈济南畿济淮凤、山东饥民，救治甚多。万历十四年丙戌改吏部验封司主事，会卫太安人卒，两丁内外艰，哀毁骨立。服阕，十八年补稽勋司员外郎，调文选司，十九年升文选郎中，佐黜陟，甚有名声。萬曆二十一年（1593年）请起张栋官，违帝意，斥为民。建书院，讲学不止。从学者常数百人。久之卒，祀乡贤。天啓二年（1622年）壬戌赠中大夫光禄寺卿。著有《孟叔龙集》。

## 家族
曾祖孟聰；祖父孟倫，曾任儒官；父孟秋，曾任壽官。母衛氏。

## 延伸阅读
[在维基数据编辑]
 《明史卷二百八十三》，出自《明史》